# Alvania brychia
Alvania brychia är en snäckart som först beskrevs av Addison Emery Verrill 1884.  Alvania brychia ingår i släktet Alvania och familjen Rissoidae. Inga underarter finns listade i Catalogue of Life.